# Jan Maliński (muzyk)
Jan Maliński, ps. „Johny” (ur. 9 sierpnia 1955 w Oleśnie) – polski wokalista, gitarzysta, saksofonista i organmistrz.

## Życiorys
W 1976 roku ukończył Szkołę Średnią, zaś w 1980 Państwową Wyższą Szkołę Muzyczną we Wrocławiu w klasie fagotu z tytułem magistra sztuki. W latach 1979–1985 pracował w Filharmonii Opolskiej. Następnie był nauczycielem w klasie saksofonu w Państwowej Szkole Muzycznej I st. w Oleśnie, i równolegle prowadził własną Pracownię Organmistrzowską (1984–1997). Od 1996 roku występuje z grupą Gang Marcela w roli wokalisty, gitarzysty i saksofonisty. Z zespołem nagrał dotychczas albumy (pomijając kompilacje i płyty z kolędami): Bieszczady, czyli country na swojską nutę (1997), Śląski bukiet (1998), Piosenki na każdą okazję (1998), Słoneczne piosenki (1999), Lubię mieć luz... i inne piosenki dla kierowców (1999), Jadę już (1999) czy Nie tylko kasa (2000). Jako solista zespołu, śpiewa m.in. takie piosenki, jak: Zuzanna, Ja ciebie mam, Hej bystra woda, Wesele u sąsiada i inne. Jako saksofonista nagrał dwa solowe albumy instrumentalne, tj.: Świąteczne nastroje i Przeboje świata – sentymentalnie. Liderował także własnym zespołom rozrywkowym. Od 2002 roku jest dyrektorem Państwowej Szkoły Muzycznej I st. w Oleśnie, gdzie mieszka. Ponadto działa społecznie na rzecz tamtejszej, lokalnej społeczności, czego efektem są takie działania, jak m.in. współtworzenie tamtejszego Młodzieżowego Studium Muzyki Rozrywkowej i festiwalu Jazz'obranie.

## Życie prywatne
Od 1977 roku mąż Anny. Mają czterech synów: Łukasza, Michała, Macieja i Adama.